# نوینن
نوینن (به هلندی: Nuenen) یک منطقهٔ مسکونی در هلند است که در نئونن، خرون ان‌نیدروتن واقع شده‌است. نوینن ۲۲٬۴۳۷ نفر جمعیت دارد.